# Panteísmo naturalista
El panteísmo naturalista, también conocido como panteísmo científico, es una forma de panteísmo. Ha sido usado de diversas maneras para relacionar a dios o la divinidad con cosas concretas, determinismo, o el universo. Desde esta perspectiva, dios es visto como derivado de la unificación de todos los fenómenos naturales.
Dicha frase a veces es asociada a la filosofía de Baruch Spinoza, aunque no hay consenso en la forma en que se debe usar.

## Componentes de la definición
El término “panteísmo" es derivado de las palabras griegas pan (Greek: πᾶν) que significa "todo" y theos (θεός) que significa dios. Fue acuñado por el Joseph Raphson en su trabajo De spatio reali, publicado en 1697.
El término "naturalista" adscribe al "Naturalismo", que pese a diversos significados y usos en filosofía y en estética, en el primer caso (filosofía) el término generalmente denota la postura de que todo pertenece al orden de lo natural y puede ser comprendido con la metodología apropiada para estudiarlo, es decir, las ciencias. Lo anterior también implica una ausencia de creencia en cualquier ser o fenómeno sobrenatural.

## Concepciones antiguas
El académico británico en filosofía y ciencia china Joseph Needham identificó al taoísmo como un «panteísmo naturalista que enfatiza la unidad y espontaneidad de las operaciones de la naturaleza.»  Esta filosofía puede datada en la parte tardía del siglo IV antes de la era común.
La escuela de filosófica griega del estoicismo (que apareció en el siglo III tardío antes de la era común) rechazó el dualismo mente-cuerpo (es decir, la idea de que la mente o consciencia era independiente de lo material) e identificó la sustancia de dios con el cosmos entero. No obstante, no todos los filósofos que siguieron estas líneas de pensamiento pueden ser clasificados como adscritos al panteísmo naturalista.

## Concepciones modernas
En la época moderna, el panteísmo naturalista fue adscrito por varios pensadores, incluyendo a Giordano Bruno, que fue quemado en una hoguera por sus posturas intelectuales. Sin embargo, el filósofo neerlandés del siglo XVII, Baruch Spinoza, fue particularmente conocido por esta doctrina filosófica.

### Baruch Spinoza
Probablemente recurriendo a ideas de Descartes,
Baruch Spinoza equiparó a Dios con la naturaleza, resumiendo esta idea con su célebre frase deus sive natura ("Dios o la naturaleza"), por lo que es considerado el padre del panteísmo clásico. Spinoza se fundamentó más en el racionalismo que en la intuición, distinguiéndose así del enfoque de tradiciones orientales.
La filosofía de Spinoza, a veces referida como espinosismo, ha sido entendida de diversas maneras, causando desacuerdos como la llamada controversia panteísta. No obstante, el espinosismo generalmente incluye la unión panteísta (Dios y Naturaleza) como natural. También es posible enfocarse en el aspecto determinista del naturalismo.
Spinoza también inspiró a otros panteístas que contaban con diversos grados de idealización de la naturaleza. No obstante a lo anterior, la influencia de Spinoza 
durante su vida fue limitada.
Finalmente, aunque Spinoza ha sido considerado el fundador de la línea de pensamiento del panteísmo naturalista, no necesariamente se le considera el único.

### Otros
- En 1705, el autor irlándes John Toland suscribió una forma de panteísmo en la cual el Dios-alma es lo mismo que el universo material.[29][30][31]

- El naturalista alemán Ernst Haeckel (1834–1919[32]) propuso un panteísmo monista en el cual la idea de Dios es la misma que la de naturaleza o sustancia.[33]